# Vercarmodel Saro

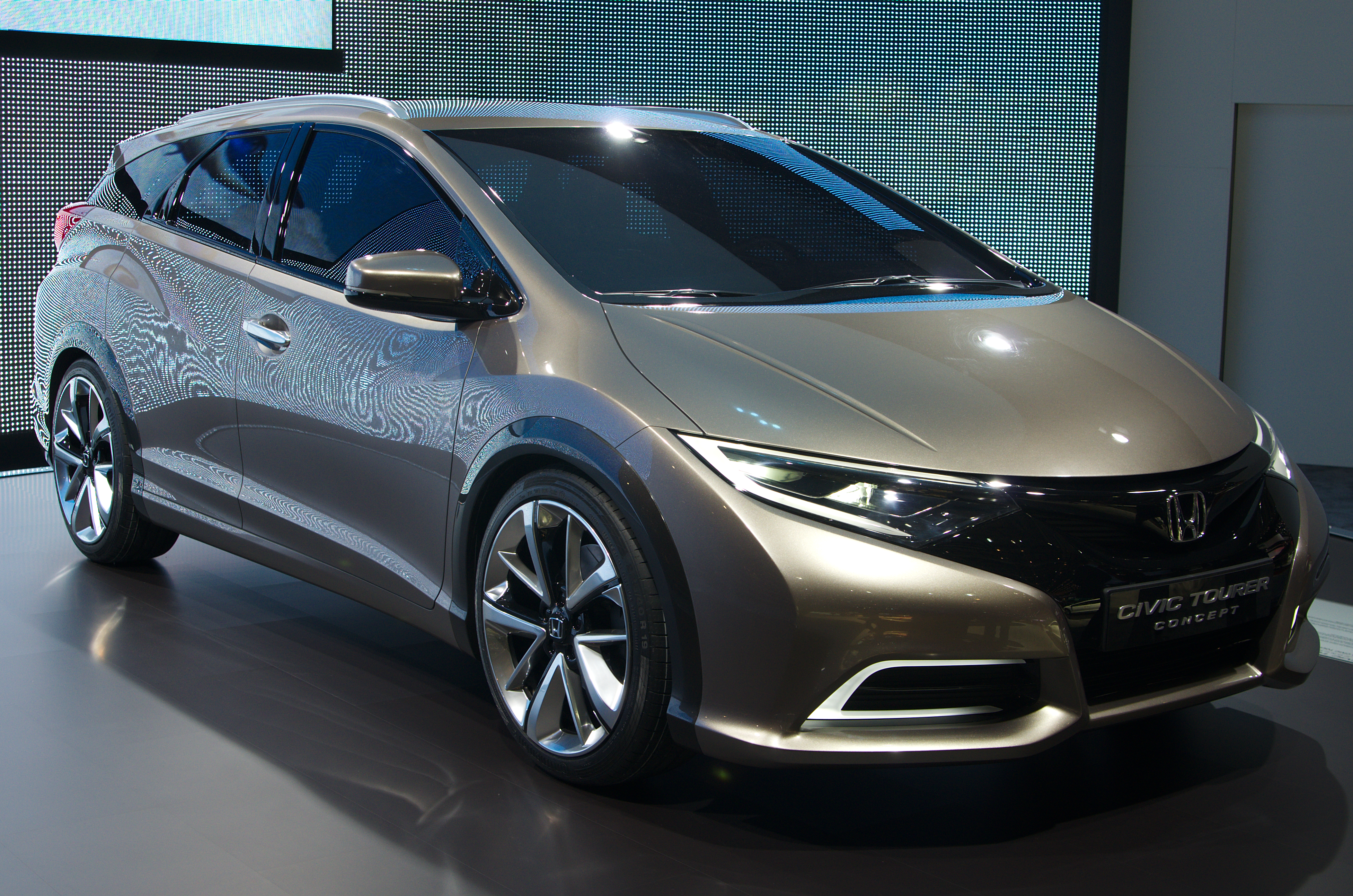
Honda Civic Tourer Concept von Vecarmodel Saro

Die Vercarmodel Saro S.r.l. war ein italienisches Designstudio und Karosseriebauunternehmen mit Sitz in Orbassano, es hatte in der Spitze 110 und zuletzt 96 fest angestellte Arbeitnehmer sowie mehrere freiberufliche Designer.

## Unternehmensgeschichte
Das Unternehmen wurde 1992 von Saro Falsone gegründet. Falsone war gelernter Lackierer und arbeitete seit den 1970er-Jahren für die Carrozzeria Borgaretto, deren Teilhaber er 1982 wurde. 1987 gründete er zusammen mit seinen Brüdern das Unternehmen Carrozzeria Falsone, das sich vor allem mit der farblichen Gestaltung von Prototypen und Stylingstudien beschäftigte.
Daraus wurde 1992 das Unternehmen Vercarmodel, dessen Angebot nunmehr auch die Konstruktion und den Aufbau von Prototypen umfasste. Vercarmodel Saro arbeitete für verschiedene Auftraggeber aus der Automobil- und der Luftfahrtindustrie und machte sich einen Namen mit der Entwicklung von Konzeptfahrzeugen. In der über dreißigjährigen Firmengeschichte wurden über 200 Projekte abgeschlossen. Auftraggeber waren zunächst vor allem Stola und I.DE.A, später arbeitete Vercarmodel auch mit Herstellern wie Ford, Hyundai, Kia und Subaru zusammen. Bei Vercarmodel wurde auch der Prototyp des Alfa Romeo 4C aufgebaut.  Das Firmengelände in Orbassano umfasste eine Gesamtfläche von 7.000 Quadratmeter.
Das Unternehmen meldete im Dezember 2020 Insolvenz an und wurde Ende des gleichen Monats aufgelöst.